# 小行星4445
小行星4445（4445 Jimstratton）是一颗围绕太阳公转的小行星。1985年10月15日，鈴木憲藏、浦田武在丰田市发现了此天体。
这颗小行星的绝对星等为156.50703等。